# Melanargia exteriusocellata
Melanargia exteriusocellata är en fjärilsart som beskrevs av Ruggero Verity 1920. Melanargia exteriusocellata ingår i släktet Melanargia och familjen praktfjärilar. Inga underarter finns listade i Catalogue of Life.